# El virgo de Vicenteta
|  | Per la pel·lícula homònima de 1979 vegeu El virgo de Vicenteta (pel·lícula) |

El virgo de Vicenteta (títol complet: El virgo de Vicenteta i l'alcalde de Favara o El parlar bé no costa un patxo) és un sainet eròtic valencià escrit el 1845 per Josep Bernat i Baldoví. Es considera una de les primeres obres, si no la primera, del teatre valencià profà del segle xix.

## Obra
El Virgo de Vicenteta es va imprimir l'any 1845 i el 1846 se'n va estrenar una versió suavitzada, amb el títol Pasqualo i Vicenteta o el tribunal de Favara. Bernat i Baldoví va signar l'obra amb el pseudònim "Una musa més puta que les gallines". La versió suau, però, la va signar amb un de més cast: "Musa de la Ribera del Xúquer"
Per la seua gosadia i pels apunts escènics hilarants, sembla més una obra concebuda per ser llegida més que no representada, la qual cosa és coherent amb la moral de l'època. Així, El virgo de Vicenteta seria una obra destinada a circular de manera clandestina entre els senyors benestants de València i el seu entorn. Joan Fuster, en el prefaci a una edició de l'obra publicada pel setmanari El Temps defensa la idea que Bernat i Baldoví, pel seu caràcter conservador i cristià, no va voler fer una obra transgressora sinó en el llenguatge, i que l'autor s'hauria escandalitzat davant una obra del Marquès de Sade. Fuster no deixa de reconèixer el caràcter sorprenent d'alguns passatges, més pròxims al teatre de l'absurd de Ionesco o al surrealisme que al típic sainet del segle xix. L'obra és farcida de referències agroeròtiques, molt habituals entre els valencians, i atorga tota classe de qualificatius provinents de l'horta o del secà als òrgans sexuals: col, figa, fava, pimentó, bolet, raïm i un llarg etcètera. Bernat i Baldoví hi arriba a fer una paròdia completa del cèlebre soliloqui de Segimundo (Calderón de la Barca).

### Argument
L'acció de la història té lloc al poble de Favara (Ribera Baixa) i l'argument se centra en la presentació de dues querelles de caràcter sexual que són portades davant l'alcalde. D'una banda hi ha la querella d'un matrimoni, el Tio Collons i la Tia Tomasa, desavingut a causa que el Tio Collons sodomitza la seua muller. D'altra banda, hi ha la querella d'en Pasqualo (fill de Collons i Tomasa) i na Vicenteta, qui exigeix a en Pasqualo que es case amb ella, ja que, segons Vicenteta, en Pasqualo l'ha desponcellada. En Pasqualo argumenta davant del jutge i dels seus pares que na Vicenteta l'ha seduït i que ella no era verge. Abans d'això, na Vicenteta, tota sola en escena, fa un llarg monòleg en el qual exposa el seu desig de perdre la virginitat, fet que queda clar quan agafa els atributs d'un vianant que orina de cara al públic. Al final de l'obra, l'alcalde dictamina:
- El Tio Collons és condemnat "a que li ho faça pel cul / u que tinga un bon pardal".

En una nota a peu de pàgina es llegeix "la pena del Talión"; aquestes notes i comentaris al peu sovintegen en l'obra.
- En Pasqualo haura d'anar "tres dies a quatre cames / en boç, ramal i cabestre".
- Na Vicenteta és condemnada "a que vinga i li'n pegue un sastre / tres o quatre en la bacora".

### Versió suau:Pasqualo i Vicenteta
Bernat i Baldoví va modificar l'obra original i en va crear una nova versió més suau, en el títol complet de Pasqualo i Vicenteta i l'alcalde de Favara. Les causes d'este canvi de versió no són clares. Els biògrafs de l'autor indiquen que el seu pare el va recriminar pel fet d'haver escrit una obra obscena i Bernat i Baldoví va decidir modificar. Esta versió únicament canvia el referent de l'obra, mantenint una gran part dels diàlegs. El nom del Tio Collons canvia a Bartolo. Així, a Pasqualo i Vicenteta, l'origen de la disputa matrimonial entre Tomasa i Bartolo rau en el fet que Tomasa troba a la nit una dona en sa casa. En Bartolo diu que no en sap res, però na Tomasa sospita del marit. Pel que fa a en Pasqualo i na Vicenteta, esta vol casar-se i fa jurar a en Pasqualo, davant d'una taula plena de menjar i beguda, la promesa de matrimoni. Així mateix, el veredicte final de l'alcalde canvia:
- El Tio Bartolo és castigat "a prendre tres nits a la fresca / dormint al mig del corral".
- I declara "que Vicenta / no se case con Pasqualo" i que esta pague les costes del juí.

## Legat
Inspirada per l'obra de Bernat i Baldoví va aparèixer a finals del segle xix l'obra anònima Visantet el pardalut.

### Cinema
L'any 1979, el director valencià de cinema Vicente Escrivá va realitzar una versió cinematogràfica d'El Virgo de Vicenteta. Hi van participar, entre d'altres, Maria Rosaria Omaggio, Pepe Sancho, Joan Monleon, Antoni Ferrandis, Josep Maria Angelat, Rosita Amores i Queta Claver.